# Jens Bergensten
Jens Peder Bergensten, även kallad Jeb eller jeb_, född 18 maj 1979 i Örebro Olaus Petri församling, är en svensk speldesigner, som sedan 2010 har arbetat på Mojang, främst kända för spelet Minecraft.
Bergensten omnämndes, tillsammans med Markus "Notch" Persson, av TIME Magazine som en av de 100 mest betydelsefulla personerna 2013.
Jens Bergensten är huvudutvecklare för spelet Minecraft.

## Karriär
Bergensten började programmera spel när han var 11 år i BASIC och Turbo Pascal. Han har jobbat som C++ och Java-programmerare på spelutvecklingsföretaget Korkeken Interactive Studio som senare gick i konkurs och blev Oblivion Entertainment. Under den tiden ledde han utvecklingen av onlinerollspelet Whispers in Akarra, som han senare lade ner efter att ha gått ifrån gruppens ursprungliga vision för spelet.
Efter tiden på Oblivion flyttade Bergensten till Malmö och studerade till en Masterexamen i datavetenskap på Lunds universitet. Under hans studietid startade han indiespelsföretaget Oxeye Game Studio tillsammans med Daniel Brynolf och Pontus Hammarber. Studion blev känd genom plattformsspelet Cobalt och realtidsstrategispelet Harvest: Massive Encounter.
Fram tills den 24 november 2010 jobbade Bergensten på onlinekunskapsgemenskapen Planeto.
Bergensten anställdes ursprungligen som Mojangs utvecklare för Scrolls, men började programmera mer och mer för Minecraft tills han tog över utvecklingen helt och hållet den 1 december 2011 efter att Markus Persson lämnade positionen. Bergensten var del av gruppen som utvecklade Catacomb Snatch som en del av Humble Bundle Mojam-eventet där spelutvecklare skapade ett spel från grunden på 60 timmar. Han har också medverkat på många Game jams med Mojang.

## Privatliv
Bergensten är son till journalisten Stigbjörn Bergensten och Shanna Kolheden (ursprungligen Helen Öqvist).
Han gifte sig med Jenny Bergensten (ursprungligen Thornell) den 11 maj 2013. Den 10 december 2015 fick de sonen Björn.